# 2014 en athlétisme
Cet article récapitule les faits marquants de l'année 2014 en athlétisme, les grandes compétitions de l'année, les records mondiaux et continentaux battus en 2014 et les décès d'athlètes survenus en 2014.

## Compétitions

### Mondiales
| Compétition                            | Lieu       | Date               |
| -------------------------------------- | ---------- | ------------------ |
| Championnats du monde en salle         | Sopot      | 7 au 9 mars        |
| Championnats du monde de semi-marathon | Copenhague | 29 mars            |
| Coupe du monde de marche               | Taicang    | 3 et 4 mai         |
| Relais mondiaux                        | Nassau     | 24 et 25 mai       |
| Championnats du monde juniors          | Eugene     | 22 au 27 juillet   |
| Coupe continentale                     | Marrakech  | 13 et 14 septembre |

### Continentales

#### Afrique
| Compétition                     | Lieu      | Date          |
| ------------------------------- | --------- | ------------- |
| Championnats d'Afrique de cross | Kampala   | 16 mars       |
| Championnats d'Afrique          | Marrakech | 10 au 14 août |

#### Amériques
| Compétition                              | Lieu      | Date             |
| ---------------------------------------- | --------- | ---------------- |
| Jeux sud-américains                      | Santiago  | 13 au 16 mars    |
| Championnats ibéro-américains            | São Paulo | 1 au 3 août 2014 |
| Jeux d'Amérique centrale et des Caraïbes | Veracruz  | novembre         |

#### Asie
| Compétition                  | Lieu     | Date            |
| ---------------------------- | -------- | --------------- |
| Championnats d'Asie en salle | Hangzhou | 15 — 16 février |
| Championnats d'Asie juniors  | Taipei   | 12 — 15 juin    |
| Jeux asiatiques              | Incheon  | septembre       |

#### Europe
| Compétition                           | Lieu      | Date               |
| ------------------------------------- | --------- | ------------------ |
| Coupe d'Europe hivernale des lancers  | Leiria    | 14 et 15 mars 2014 |
| Coupe d'Europe hivernale des lancers  | Brunswick | 21 et 22 juin 2014 |
| Coupe d'Europe des épreuves combinées |           |                    |
| Championnats d'Europe                 | Zurich    | 12 au 17 août 2014 |
| Championnats d'Europe de cross        | Samokov   | 14 décembre 2014   |

## Records

### Records du monde

#### Salle
| Épreuve          | Athlète                                                     | Nation     | Performance   | Compétition                    | Lieu      | Date             | Réf.  |
| ---------------- | ----------------------------------------------------------- | ---------- | ------------- | ------------------------------ | --------- | ---------------- | ----- |
| Saut à la perche | Renaud Lavillenie                                           | France     | 6,16 m        | Pole Vault Stars               | Donetsk   | 15 février 2014  | [ 1 ] |
| Relais 4 × 400 m | Kyle Clemons David Verburg Kind Butler III Calvin Smith Jr. | États-Unis | 3 min 02 s 13 | Championnats du monde en salle | Sopot     | 9 mars 2014      | [ 2 ] |
| 1 500 m          | Genzebe Dibaba                                              | Éthiopie   | 3 min 55 s 17 | BW-Bank Meeting                | Karlsruhe | 1er février 2014 | [ 3 ] |
| 3 000 m          | Genzebe Dibaba                                              | Éthiopie   | 8 min 16 s 60 | XL Galan                       | Stockholm | 6 février 2014   | [ 4 ] |

#### Plein air
| Épreuve                   | Athlète                                                         | Nation     | Performance     | Compétition                | Lieu      | Date              | Réf. |
| ------------------------- | --------------------------------------------------------------- | ---------- | --------------- | -------------------------- | --------- | ----------------- | ---- |
| Relais 4 × 200 m          | Nickel Ashmeade Warren Weir Jermaine Brown Yohan Blake          | États-Unis | 1 min 18 s 63   | Relais mondiaux            | Nassau    | 24 mai 2014       |      |
| Relais 4 × 1 500 m hommes | Collins Cheboi Silas Kiplagat James Kiplagat Magut Asbel Kiprop | Kenya      | 14 min 22 s 22  | Relais mondiaux            | Nassau    | 25 mai 2014       |      |
| 30 kilomètres             | Emmanuel Mutai                                                  | Kenya      | 1 h 27 min 37 s | Marathon de Berlin         | Berlin    | 28 septembre 2014 |      |
| Marathon                  | Dennis Kimetto                                                  | Kenya      | 2 h 02 min 57 s | Marathon de Berlin         | Berlin    | 28 septembre 2014 |      |
| 50 km marche              | Yohann Diniz                                                    | France     | 3 h 32 min 33 s | Championnats d'Europe      | Zurich    | 15 août 2014      |      |
| Lancer du marteau         | Anita Włodarczyk                                                | Pologne    | 79,58 m         | ISTAF                      | Berlin    | 31 août 2014      |      |
| 20 kilomètres             | Florence Kiplagat                                               | Kenya      | 1 h 01 min 56   | Semi-marathon de Barcelone | Barcelone | 16 février 2014   |      |
| semi-marathon             | Florence Kiplagat                                               | Kenya      | 1 h 05 min 12   | Semi-marathon de Barcelone | Barcelone | 16 février 2014   |      |
| Relais 4 × 1 500 m femmes | Mercy Cherono Faith Kipyegon Irene Jelagat Hellen Obiri         | Kenya      | 16 min 33 s 58  | Relais mondiaux            | Nassau    | 25 mai 2014       |      |

## Bilans

### En salle

#### Hommes
| Épreuve               | Athlète                 | Performance        | Lieu            | Date             |
| --------------------- | ----------------------- | ------------------ | --------------- | ---------------- |
| 60 mètres             | James Dasaolu           | 6 s 47             | Birmingham      | 15 février 2014  |
| 200 mètres            | Deondre Batson          | 20 s 32            | Albuquerque     | 14 mars 2014     |
| 400 mètres            | Deon Lendore            | 45 s 03            | College Station | 1er mars 2014    |
| 800 mètres            | Mohammed Aman           | 1 min 44 s 52      | Birmingham      | 15 février 2014  |
| 1 000 mètres          | Ilham Tanui Özbilen     | 2 min 15 s 96      | Istanbul        | 20 février 2014  |
| 1 500 mètres          | Mohamed Moustaoui       | 3 min 35 s 0       | Stockholm       | 6 février 2014   |
| Mile                  | Will Leer               | 3 min 52 s 47      | New York        | 15 février 2014  |
| 3 000 mètres          | Hagos Gebrhiwet         | 7 min 34 s 13      | Boston          | 8 février 2014   |
| 5 000 mètres          | Galen Rupp              | 13 min 01 s 26     | Boston          | 16 janvier 2014  |
| 60 mètres haies       | Pascal Martinot-Lagarde | 7 s 45             | Mondeville      | 1er février 2014 |
| Saut en hauteur       | Ivan Ukhov              | 2,42 m             | Prague          | 25 février 2014  |
| Saut à la perche      | Renaud Lavillenie       | 6,16 m             | Donetsk         | 15 février 2014  |
| Saut en longueur      | Jarrion Lawson          | 8,39 m             | Albuquerque     | 14 mars 2014     |
| Triple saut           | Lyukman Adams           | 17,37 m            | Sopot           | 9 mars 2014      |
| Lancer du poids       | Ryan Whiting            | 22,23 m            | Albuquerque     | 23 février 2014  |
| Heptathlon            | Ashton Eaton            | 6 632 points       | Sopot           | 8 mars 2014      |
| 5 000 mètres marche   | Andrey Ruzavin          | 18 min 15 s 54     | Samara          | 30 janvier 2014  |
| Relais 4 × 400 mètres | États-Unis              | 3 min 02 s 13 (WR) | Sopot           | 9 mars 2014      |

#### Femmes
| Épreuve               | Athlète                 | Performance    | Lieu            | Date             |
| --------------------- | ----------------------- | -------------- | --------------- | ---------------- |
| 60 mètres             | Shelly-Ann Fraser-Pryce | 6 s 98         | Sopot           | 9 mars 2014      |
| 200 mètres            | Kamaria Brown           | 22 s 50        | College Station | 1er mars 2014    |
| 400 mètres            | Phyllis Francis         | 50 s 46        | Albuquerque     | 15 mars 2014     |
| 800 mètres            | Chanelle Price          | 2 min 00 s 09  | Sopot           | 9 mars 2014      |
| 1 000 mètres          | Mary Cain               | 2 min 35 s 80  | Boston          | 8 février 2014   |
| 1 500 mètres          | Genzebe Dibaba          | 3 min 55 s 17  | Karlsruhe       | 1er février 2014 |
| Mile                  | Mary Cain               | 4 min 24 s 11  | Boston          | 24 janvier 2014  |
| 3 000 mètres          | Genzebe Dibaba          | 8 min 16 s 60  | Stockholm       | 6 février 2014   |
| 5 000 mètres          | Molly Huddle            | 15 min 13 s 86 | Boston          | 2 mars 2014      |
| 60 mètres haies       | Sally Pearson           | 7 s 79         | Berlin          | 1er mars 2014    |
| Saut en hauteur       | Maria Kuchina           | 2,01 m         | Stockholm       | 6 février 2014   |
| Saut à la perche      | Anna Rogowska           | 4,76 m         | Gant            | 9 février 2014   |
| Saut en longueur      | Svetlana Biryukova      | 6,98 m         | Moscou          | 12 janvier 2014  |
| Triple saut           | Ekaterina Koneva        | 14,65 m        | Samara          | 30 janvier 2014  |
| Lancer du poids       | Valerie Adams           | 20,67 m        | Sopot           | 8 mars 2014      |
| Pentathlon            | Nadine Broersen         | 4 830 points   | Sopot           | 7 mars 2014      |
| 3 000 mètres marche   | Eleonora Giorgi         | 11 min 50 s 08 | Ancône          | 22 février 2014  |
| Relais 4 × 400 mètres | États-Unis              | 3 min 24 s 83  | Sopot           | 9 mars 2014      |

### En plein air

#### Hommes
| Épreuve           | Athlète                                                      | Nation      | Performance     | Lieu        | Date              |
| ----------------- | ------------------------------------------------------------ | ----------- | --------------- | ----------- | ----------------- |
| 100 m             | Justin Gatlin                                                | États-Unis  | 9 s 77          | Bruxelles   | 5 septembre 2014  |
| 200 m             | Justin Gatlin                                                | États-Unis  | 19 s 68         | Monaco      | 18 juillet 2014   |
| 400 m             | Kirani James                                                 | Grenade     | 43 s 74         | Lausanne    | 3 juillet 2014    |
| 800 m             | Nijel Amos                                                   | Botswana    | 1 min 42 s 45   | Monaco      | 18 juillet 2014   |
| 1 500 m           | Silas Kiplagat                                               | Kenya       | 3 min 27 s 64   | Monaco      | 18 juillet 2014   |
| Mile              | Ayanleh Souleiman                                            | Djibouti    | 3 min 47 s 32   | Eugene      | 31 mai 2014       |
| 3 000 m           | Caleb Ndiku                                                  | Kenya       | 7 min 31 s 66   | Ostrava     | 17 juin 2014      |
| 5 000 m           | Muktar Edris                                                 | Éthiopie    | 12 min 54 s 83  | Stockholm   | 21 août 2014      |
| 10 000 m          | Galen Rupp                                                   | États-Unis  | 26 min 44 s 36  | Eugene      | 30 mai 2014       |
| Semi-marathon     | Abraham Cheroben                                             | Kenya       | 58 min 48 s     | Valence     | 19 octobre 2014   |
| Marathon          | Dennis Kimetto                                               | Kenya       | 2 h 02 min 57 s | Berlin      | 28 septembre 2014 |
| 110 m haies       | Hansle Parchment                                             | Jamaïque    | 12 s 94         | Lausanne    | 5 juillet 2014    |
| 400 m haies       | Javier Culson                                                | Porto Rico  | 48 s 03         | New York    | 14 juin 2014      |
| 3 000 m steeple   | Jairus Birech                                                | Kenya       | 7 min 58 s 41   | Bruxelles   | 5 septembre 2014  |
| Saut en hauteur   | Mutaz Essa Barshim                                           | Qatar       | 2,43 m          | Bruxelles   | 5 septembre 2014  |
| Saut à la perche  | Renaud Lavillenie                                            | France      | 5,93 m          | Bruxelles   | 5 septembre 2014  |
| Saut en longueur  | Greg Rutherford                                              | Royaume-Uni | 8,51 m          | Chula Vista | 24 avril 2014     |
| Triple saut       | Pedro Pablo Pichardo                                         | Cuba        | 17,76 m         | La Havane   | 7 février 2014    |
| Lancer du poids   | Joseph Kovacs                                                | États-Unis  | 22,03 m         | Sacramento  | 25 juin 2014      |
| Lancer du disque  | Piotr Malachowski                                            | Pologne     | 69,28 m         | Halle       | 17 mai 2014       |
| Lancer de marteau | Pawel Fajdek                                                 | Pologne     | 83,48 m         | Varsovie    | 23 août 2014      |
| Lancer de javelot | Ihab Abdelrahman                                             | Égypte      | 89,21 m         | Shanghai    | 18 mai 2014       |
| 20 km marche      | Yusuke Suzuki                                                | Japon       | 1 h 18 min 17 s | Kobe        | 16 février 2014   |
| 50 km marche      | Yohann Diniz                                                 | France      | 3 h 32 min 33 s | Zurich      | 15 août 2014      |
| Relais 4 × 100 m  | Jason Livermore Kemar Bailey Cole Nickel Ashmeade Usain Bolt | Jamaïque    | 37 s 58         | Glasgow     | 2 août 2014       |
| Relais 4 × 400 m  | David Verburg Tony McQuay Christian Taylor LaShawn Merritt   | États-Unis  | 2 min 57 s 25   | Nassau      | 25 mai 2014       |
| Décathlon         | Andrei Krauchanka                                            | Biélorussie | 8 616 pts       | Zurich      | 13 août 2014      |

#### Femmes
| Épreuve           | Athlète                                                                                                | Nation           | Performance     | Lieu          | Date                     |
| ----------------- | --- | ---------------- | --------------- | ------------- | ------------------------ |
| 100 m             | Tori Bowie                                                                                             | États-Unis       | 10 s 80         | Monaco        | 18 juillet 2014          |
| 200 m             | Allyson Felix                                                                                          | États-Unis       | 22 s 02         | Bruxelles     | 5 septembre 2014         |
| 400 m             | Francena McCorory                                                                                      | États-Unis       | 49 s 48         | Sacramento    | 28 juin 2014             |
| 800 m             | Ajee Wilson                                                                                            | États-Unis       | 1 min 57 s 67   | Monaco        | 18 juillet 2014          |
| 1 500 m           | Sifan Hassan                                                                                           | Pays-Bas         | 3 min 57 s 00   | Saint-Denis   | 5 juillet 2014           |
| 3 000 m           | Hellen Obiri                                                                                           | Kenya            | 8 min 20 s 68   | Doha          | 9 mai 2014               |
| 5 000 m           | Genzebe Dibaba                                                                                         | Éthiopie         | 14 min 28 s 88  | Monaco        | 18 juillet 2014          |
| 10 000 m          | Sally Kipyego                                                                                          | Kenya            | 30 min 42 s 26  | Palo Alto     | 4 mai 2014               |
| Semi-marathon     | Florence Jebet Kiplagat                                                                                | Kenya            | 1 h 05 min 12 s | Barcelone     | 16 février 2014          |
| Marathon          | Tirfi Tsegaye                                                                                          | Éthiopie         | 2 h 20 min 18 s | Berlin        | 28 septembre 2014        |
| 110 m haies       | Dawn Harper-Nelson                                                                                     | États-Unis       | 12 s 44         | Saint-Denis   | 5 juillet 2014           |
| 400 m haies       | Kaliese Spencer                                                                                        | Jamaïque         | 53 s 41         | Kingston      | 27 juin 2014             |
| 3 000 m steeple   | Hiwot Ayalew                                                                                           | Éthiopie         | 9 min 10 s 64   | Glasgow       | 12 juillet 2014          |
| Saut en hauteur   | Anna Chicherova Ruth Beitia                                                                            | Russie Espagne   | 2,01 m          | Eugene Zurich | 31 mai 2014 17 août 2014 |
| Saut à la perche  | Fabiana Murer                                                                                          | Brésil           | 4,80 m          | New York      | 14 juin 2014             |
| Saut en longueur  | Tianna Bartoletta                                                                                      | États-Unis       | 7,02 m          | Oslo          | 11 juin 2014             |
| Triple saut       | Caterine Ibargüen                                                                                      | Colombie         | 15,31 m         | Monaco        | 18 juillet 2014          |
| Lancer du poids   | Valerie Adams                                                                                          | Nouvelle-Zélande | 20,59 m         | Bruxelles     | 5 septembre 2014         |
| Lancer du disque  | Sandra Perkovic                                                                                        | Croatie          | 71,08 m         | Zurich        | 16 août 2014             |
| Lancer de marteau | Anita Wlodarczyk                                                                                       | Pologne          | 79,58 m         | Berlin        | 31 août 2014             |
| Lancer de javelot | Barbora Špotáková                                                                                      | Tchéquie         | 67,99 m         | Bruxelles     | 5 septembre 2014         |
| 20 km marche      | Anisya Kirdyapkina                                                                                     | Russie           | 1 h 26 min 31 s | Taicang       | 3 mai 2014               |
| Relais 4 × 100 m  | Kerron Stewart Veronica Campbell-Brown Schillonie Calvert Shelly-Ann Fraser-Pryce                      | Jamaïque         | 41 s 83         | Glasgow       | 2 août 2014              |
| Relais 4 × 400 m  | Christine Day (JAM) Francena McCorory (USA) Stephenie Ann McPherson (JAM) Novlene Williams-Mills (JAM) | Amériques        | 3 min 20 s 93   | Marrakech     | 14 septembre 2014        |
| Heptathlon        | Katarina Johnson-Thompson                                                                              | Royaume-Uni      | 6 682 pts       | Götzis        | 1er juin 2014            |